# Magdalena Jaworska
Magdalena Jaworska–Przychoda (ur. 3 czerwca 1961 w Warszawie, zm. 26 lipca 1994 tamże) – polska dziennikarka i projektantka mody, Miss Polonia 1984.

## Życiorys
Była studentką Wydziału Filozoficznego na Uniwersytecie Warszawskim. W 1988 obroniła pracę magisterską, którą napisała o koncepcji wolności u Jean-Paul Sartre’a.
W maju 1984 uzyskała tytuł Miss Polonia, a podczas gali finałowej otrzymała także tytuł komplementarny – Najmilsza Miss. Reprezentowała Polskę w konkursach Miss World 1984 i Miss Europa 1985. Po oddaniu korony Miss Polonia w 1985 pracowała jako dziennikarka, wydawca i projektantka odzieży. Za opublikowany w tygodniku „Polityka” artykuł pt. „Być miss”, w którym ujawniła kulisy konkursów piękności, została oskarżona o pomówienia przez Jerzego Chmielewskiego, szefa Biura Miss Polonia; sprawa zakończyła się ugodą. Była prezesem firmy odzieżowej Miss Top. Przez krótki czas prowadziła program informacyjny Teleexpress w TVP1. W 1990 zasiadła w jury wyborów Miss Polonia i wydała autobiografię pt. Być albo nie być Miss.
8 lipca 1994 w trakcie kąpieli uległa porażeniu prądem, gdy do wanny wpadła suszarka do włosów. W stanie krytycznym trafiła do szpitala przy ul. Goszczyńskiego w Warszawie, gdzie 18 dni później zmarła nie odzyskawszy przytomności. 29 lipca 1994 została pochowana na Cmentarzu Powązkowskim w Warszawie.

## Upamiętnienie
W 2009 była bohaterką jednego odcinka serii Miejsca przeklęte zrealizowanej przez TVP Info.
W 2016 w brytyjskim serialu Coronation Street jego bohaterka Mary Taylor wspomina o okolicznościach, w jakich zginęła Jaworska.

## Życie prywatne
Po roku sprawowania władzy jako Miss Polonia wyszła za Dariusza Przychodę, z którym miała syna, Michała.